# Heinz Kreutz
Heinz Kreutz, né le 31 décembre 1923 à Francfort-sur-le-Main et mort le 18 décembre 2016 à Penzberg, est un peintre, aquarelliste, pastelliste, graveur sur bois et potier. 

## Biographie
Heinz Kreutz naît le 31 décembre 1923 à Francfort-sur-le-Main. Après des études classiques, il apprend la photographie. Appelé sous les drapeaux en 1940, il est grièvement blessé lors de la bataille de Stalingrad ; pendant les années qu'il passe ensuite à l'hôpital, il apprend en autodidacte le dessin et la peinture.
Heinz Kreutz meurt le 18 décembre 2016 à Penzberg.